# Orthotylus formosus
Orthotylus formosus är en insektsart som beskrevs av Van Duzee 1916. Orthotylus formosus ingår i släktet Orthotylus och familjen ängsskinnbaggar. Inga underarter finns listade i Catalogue of Life.